# 福井市南部農業協同組合

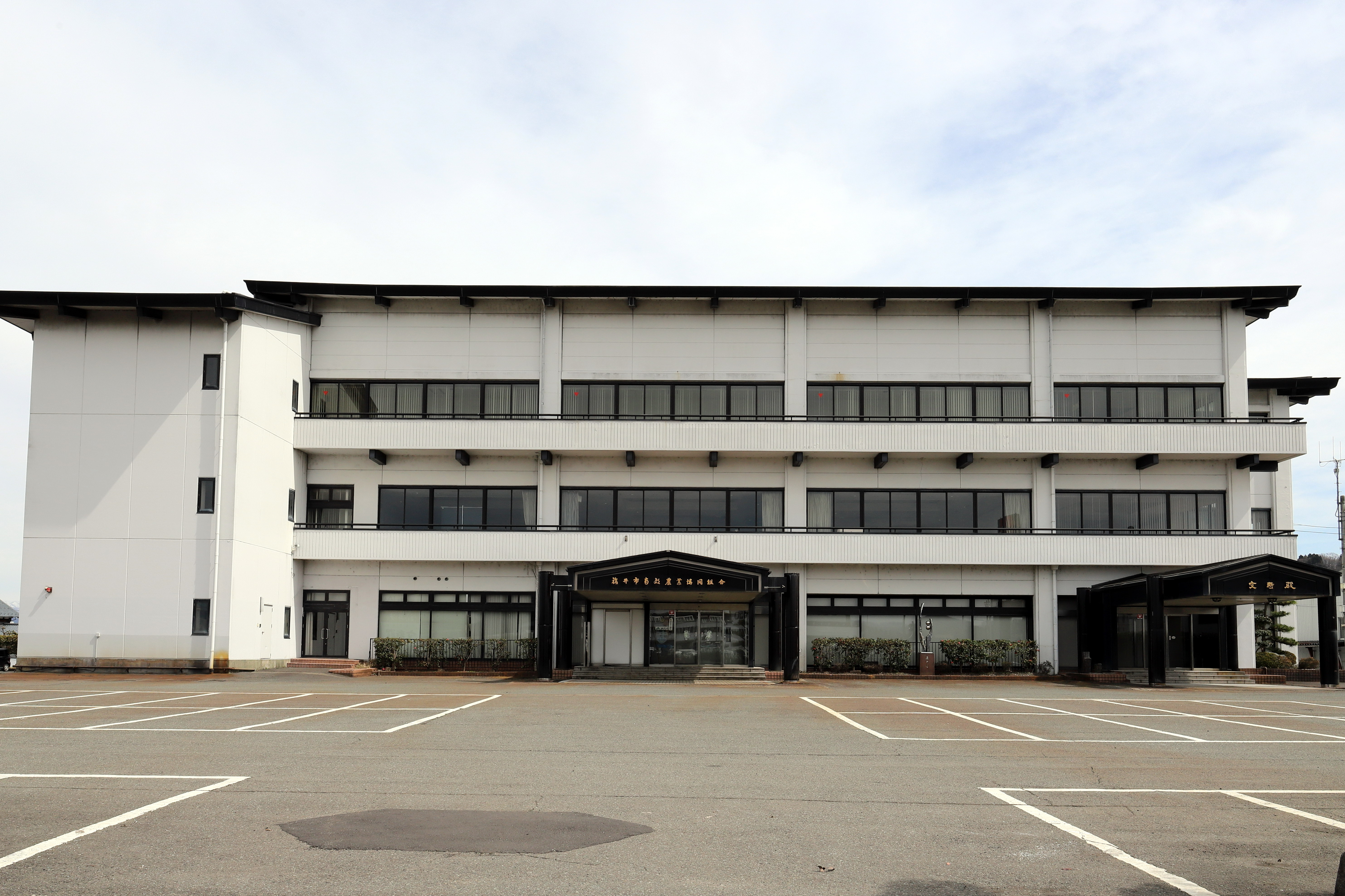
福井市南部農業協同組合

福井市南部農業協同組合（ふくいしなんぶのうぎょうきょうどうくみあい）は、かつて福井県福井市に本所を置いていた農業協同組合（JA）。通称はJA福井市南部。
2020年（令和2年）4月1日に、越前たけふ農業協同組合（JA越前たけふ）を除く福井県内の各JAと合併し福井県農業協同組合（JA福井県）が発足。これに伴い、JA福井市南部は廃止された。

## 概要
- 1972年5月1日、誕生。
  - 管轄の区域は福井市のうち、旧麻生津村・旧下文殊村・旧上文殊村
- 本所:福井県福井市大土呂町20-5北緯36度0分33.2秒 東経136度12分35秒